# Doungane (langue)
Cet article concerne la langue doungane. Pour le peuple doungane, voir Dounganes.
Le doungane (doungane : Хуэйзў йүян, Xuejzw jyjan ; xiao'erjing : حُوِظُ يُوْيًا ; russe : дунганский язык, dounganski iazyk ; chinois simplifié : 东干语 ; chinois traditionnel : 東干語 ; pinyin : Dōnggān yǔ) est une langue chinoise généralement considérée comme étant un dialecte du mandarin, parlée par les Dounganes (appelés Hui en Chine) en Asie centrale. Il est généralement écrit avec un alphabet cyrillique, mais il était à l'origine écrit en alphabet arabe.

## Démographie
La langue doungane est parlée essentiellement au Kirghizistan, et dans une moindre mesure au Kazakhstan, en Ouzbékistan, et en Russie. Le groupe ethnique des Dounganes est issu de descendants de réfugiés de Chine qui ont émigré vers 1860 en Asie centrale. La langue est pratiquée dans les systèmes scolaires. À l'époque de l'Union soviétique, il existait divers livres publiés permettant d'étudier la langue doungane, dont un dictionnaire russo-doungane (14 000 mots), un dictionnaire dougano-russe, des monographies philogiques relatives à la langue, et des livres en doungane. Le premier journal en doungane fut publié en 1932, et continue de paraître de nos jours sous édition hebdomadaire.
Selon les recensements soviétiques des années 1970 à 1989, les Dounganes parvinrent à maintenir la pratique de leur langue mieux que d'autres minorités ethniques en Asie centrale. La proportion de Dougane pratiquant cette langue en tant que première langue a cependant chuté depuis la fin de l'Union soviétique.
| Année | Doungane première langue | Russe seconde langue | Total de locuteurs dounganes | Source                 |
| ----- | ------------------------ | -------------------- | ---------------------------- | ---------------------- |
| 1970  | 36 445 (94,3 %)          | 18 566 (48,0 %)      | 38 644                       | Recensement soviétique |
| 1979  | 49 020 (94,8 %)          | 32 429 (62,7 %)      | 51 694                       | Recensement soviétique |
| 1989  | 65 698 (94,8 %)          | 49 075 (70,8 %)      | 69 323                       | Recensement soviétique |
| 2001  | 41 400 (41,4 %)          | N/A                  | 100 000                      | [ 3 ]                  |

## Phonologie et vocabulaire
En sa structure de base et son vocabulaire, la langue doungane n'est pas très différente des autres dialectes du mandarin, et en particulier des dialectes mandarins parlés dans les provinces du Shaanxi et de Gansu, connus sous l'appellation de mandarin Lan Yin. Comme les autres langues chinoises, le doungane est une langue tonale. Il existe deux dialectes principaux, l'un utilisant 4 tons et l'autre 3. Ce dernier est généralement considéré comme la variante standard.
Les basilectes du mandarin du Gansu et du Shaanxi et du doungane sont largement intercompréhensibles.  Cependant, même au niveau du vocabulaire de base, le doungane comprend de nombreux mots qui ne sont pas présents dans les autres dialectes mandarin, dont certains emprunts lexicaux d'origine arabe ou perse, aussi bien que du vocabulaire archaïque de la dynastie Qing.
De plus, les acrolectes du doungane et du mandarin du Gansu et du Shaanxi ont divergé de façon significative en raison de l'environnement spécifique qui influence ces langues. Au cours du XXe siècle, les traducteurs et les intellectuels ont introduit de nombreux néologismes et calques dans la langue chinoise, notamment concernant des concepts techniques ou politiques. Cependant, en langue doungane, coupée des références habituelles des langues chinoises par des barrières orthographiques, les noms de ces concepts ont généralement été empruntés à la langue russe avec laquelle les lettrés ont davantage été en contact. Les équivalents de ces termes en langage chinois sont dès lors peu compris par des locuteurs douganes.

## Système d'écriture
| А/а | Б/б | В/в | Г/г | Д/д | Е/е | Ё/ё | Ж/ж | Җ/җ | З/з | И/и | Й/й | К/к | Л/л |
| М/м | Н/н | Ң/ң | Ә/ә | О/о | П/п | Р/р | С/с | Т/т | У/у | Ў/ў | Ү/ү | Ф/ф | Х/х |
| Ц/ц | Ч/ч | Ш/ш | Щ/щ | Ъ/ъ | Ы/ы | Ь/ь | Э/э | Ю/ю | Я/я |     |     |     |     |

La langue doungane est unique en ce sens qu'elle est la seule variété de langue chinoise s'écrivant par défaut (et non en tant que cyrillisation) en alphabet cyrillique, et non en caractères chinois. Les Dounganes à l'origine sont des descendants des musulmans Hui qui écrivaient leur langue avec un système basé sur l'alphabet arabe, connu sous le nom de Xiao'erjing. À l'avènement de l'Union soviétique, toutes les écritures en alphabet arabe furent bannies du territoire à la fin des années 1920, ce qui mena la langue doungane à être écrite en alphabet latin. Celui-ci fut lui-même délaissé dès les années 1940 avec la promulgation de l'alphabet cyrillique dans les années 1940. Le Xiao'erjing est maintenant considéré comme éteint chez les Dounganes, mais serait encore utilisé par certaines communautés Hui.
Le système d'écriture est basé sur la variante à 3 tons. Les marqueurs de ton ou les nombres associés n'apparaissent généralement pas en l'écriture elle-même, mais les tons sont indiqués dans les dictionnaires.

## Littérature
Il existe divers livre écrits en langue doungane, dont des romans, des collections de légendes traditionnelles ou traduites, de la poésie, des dictionnaires russo-doungane et dougano-russe, un dictionnaire étymologique, généralement publiés au Kirghizistan. Les tirages sont généralement limités à quelques centaines d'exemplaires. Un journal est également publié de façon hebdomadaire.
Les œuvres du poète doungane Yasir Shiwaza (Iasyr Shivaza) ont été traduites en russe, mandarin standard, et plusieurs autres langues, dont en certaines éditions étrangères à un nombre sensiblement plus important qu'en doungane. Certaines des traductions anglaises et chinoises, avec le texte original doungane, sont disponibles dans l'ouvrage de S. Rimsky-Korsakoff (1991).